# 馬良 (1875年)
馬良（1864年或1875年或1878年—1947年），字子貞，男，回族，河北清苑人，民國時期軍閥，曾任山東省省長，熱心推動傳統武術，招攬楊鴻修等武術家為其門下。對日抗戰時，加入汪精衛政府，最後以漢奸罪名病死在濟南獄中。

## 生平
馬良生於清苑縣空城村，家中有兄弟二人，其兄名馬忠。出身北洋新軍，畢業於北洋武備學堂，曾任北洋軍常備軍左鎮輜重營管帶、第六鎮（師）參謀官、第六鎮步兵第十一協（旅）第二十一標（團）標統、第六鎮砲兵第六標標統。拜摔跤名師平敬一為師，其所屬多為回族，部隊多習摔跤。 
民國元年（西元1912年），任中央陸軍第五師師長靳雲鵬屬下第九旅旅長。後調任山東第四十七混成旅旅長，民國五年（1916年）升濟南鎮守使。民國六年（1917年），中國參加第一次世界大戰，對德、奧宣戰，馬良任參戰軍第二師師長。八年（1919年），戰爭結束，改編為西北邊防軍第二師師長，仍駐山東。
民國九年（1920年），段祺瑞發動西北邊防軍，參加直皖戰爭，自任定國軍總司令，馬良為南路指揮，占德州。皖系大敗，段祺瑞下野，馬良也遭免職，閒居濟南，著《中華新武術》。
民國16年（1927年），發生「五三慘案」，日軍進入濟南，馬良任濟南治安維持會會長。民國16年(1927年)，受張之江邀請，任南京中央國術館教務處處長，並負責教授摔跤。民國19年（1930年），韓復榘任山東省主席，任命馬良為山東肅清毒品委員會會長。
抗戰開始，民國26年（1937年），日軍攻陷南京，在北京成立中華民國臨時政府，馬良加入成為委員，民國27年（1938年），受任命為山東省省長兼保安總司令。民國29年（1940年），汪精衛在南京建立中央政府，任代理國民政府主席、行政院院長兼軍事委員會委員長。馬良加入華北政務委員會任委员。遭國民政府明令通緝。1938年4月在北平参与日本陆军特务机关组织成立的中国回教总联合会任名誉委员。中国回教青年会通电全国："查我回教精神，在促进人类和平，发扬人类正义，回教同胞均以主持公理、爱护国家，为世人所共知。今日本帝国主义者挟其蹂躏与破坏，与吾人夙所信仰之伊斯兰教有不能并存之趋势。吾人现正积极准备以爱祖国之热忱，牺牲一切，救我具有五千年光荣历史之大中华民族。乃马良竟利令智昏，背叛国家，为贼作伥，不但为国人所同耻，抑且为全国教友所共弃。为此电请全国同胞、全国教亲，一致加以声讨。削除其教籍。"
民國34年（1945年），日軍宣布無條件投降，民國三十五年馬良在濟南被李延年部隊逮捕，以漢奸罪名下獄。民國36年（1947年），病死濟南獄中，享年七十歲。

## 荣誉

### 中华民国勋章奖章
- 一等文虎章（1919年10月15日批准[1]）